# 1557

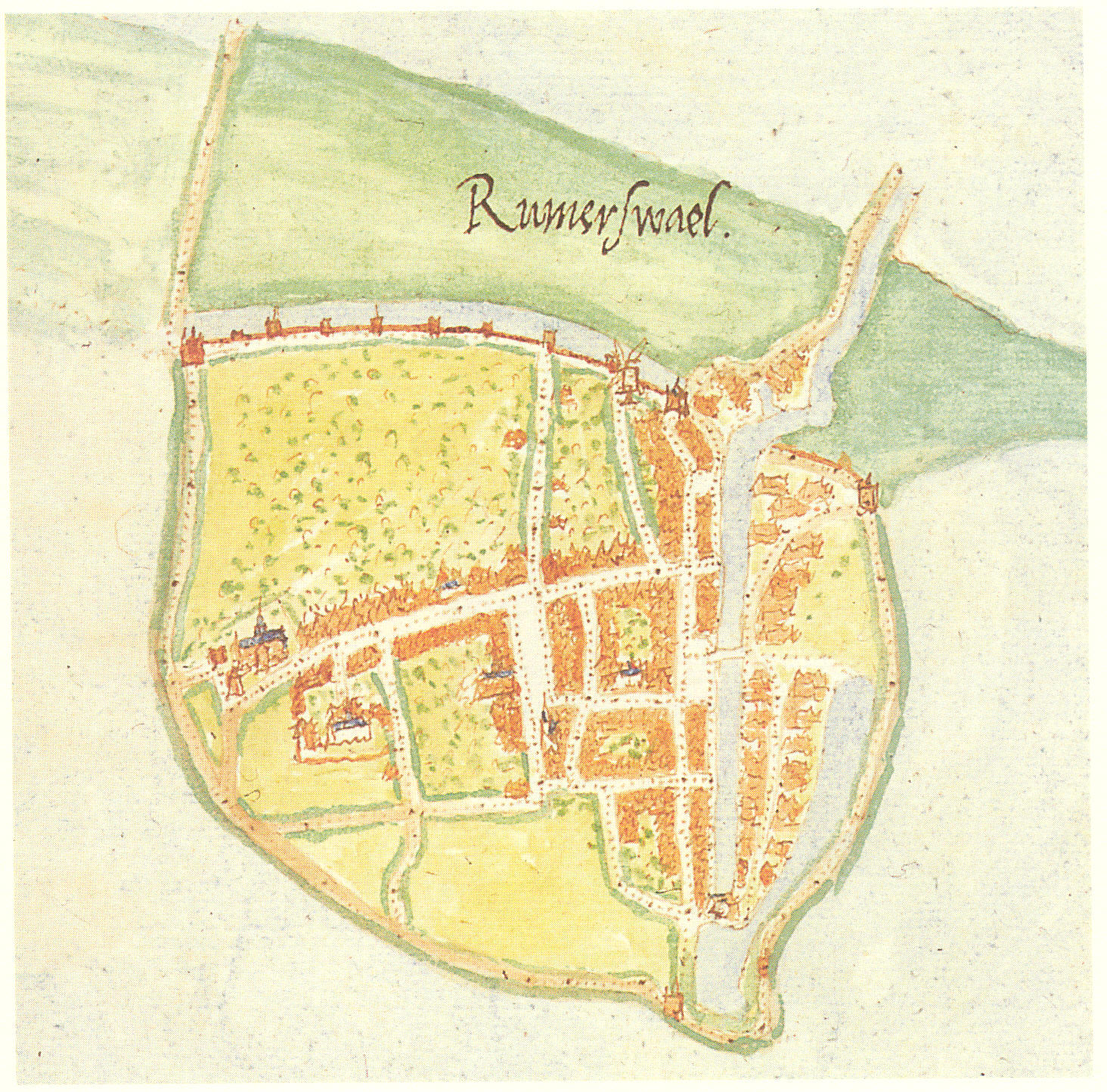
Reimerswaal in 1560

Het jaar 1557 is het 57e jaar in de 16e eeuw volgens de christelijke jaartelling.

## Gebeurtenissen
juli
- 24 - In het Edict van Compiègne stelt koning Hendrik II van Frankrijk de doodstraf op het calvinisme.
- 26 - Angelus Merula, de hoogbejaarde oud-pastoor van Heenvliet, sterft op de brandstapel nog voor het vuur wordt ontstoken. Hij is vier jaar lang verhoord door de Inquisitie op verdenking van Lutherij.

augustus
- 10 - Spaanse troepen brengen Frankrijk een verpletterende nederlaag toe bij Saint-Quentin, net ten zuiden van de Spaanse Nederlanden, waarmee de weg naar Parijs open ligt.

september
- 4 - Na een geheime Avondmaalsviering in de Parijse Rue Saint-Jacques wordt een grote groep protestanten, onder wie Jean Morel, gearresteerd en opgesloten.
- september - De Hertog van Alva bezet als Spaans onderkoning van Napels de stad Rome, en dwingt de pro-Franse Paus Paulus IV tot een pro-Spaanse koers.

oktober
- 13 - Wijding van de Hofkapel bij het Kasteel van Breda.

december
- 7 - Amsterdam stelt vier stadsspeellieden aan om dagelijks een kwartier lang muziek te maken vanaf de stadhuistoren.

zonder datum
- De Portugezen stichten Macau.
- Eerste tekening van een tulp.
- Eerste gebruik van het symbool "=" als gelijkheidsteken door Robert Recorde in zijn werk The whetstone of witte ("de slijpsteen van de geest").
- Graaf Lamoraal van Egmont geeft opdracht tot omdijking van een gebied aan de Oude Maas, dat later Beijerland zal heten.
- Opnieuw wordt Reimerswaal door een ramp getroffen.  De zee doorbreekt de stadswallen en er gaan veel huizen verloren. Veel inwoners verlaten de eilandstad om elders een nieuw bestaan op te bouwen.
- Spanje verklaart zich bankroet.

## Bouwkunst

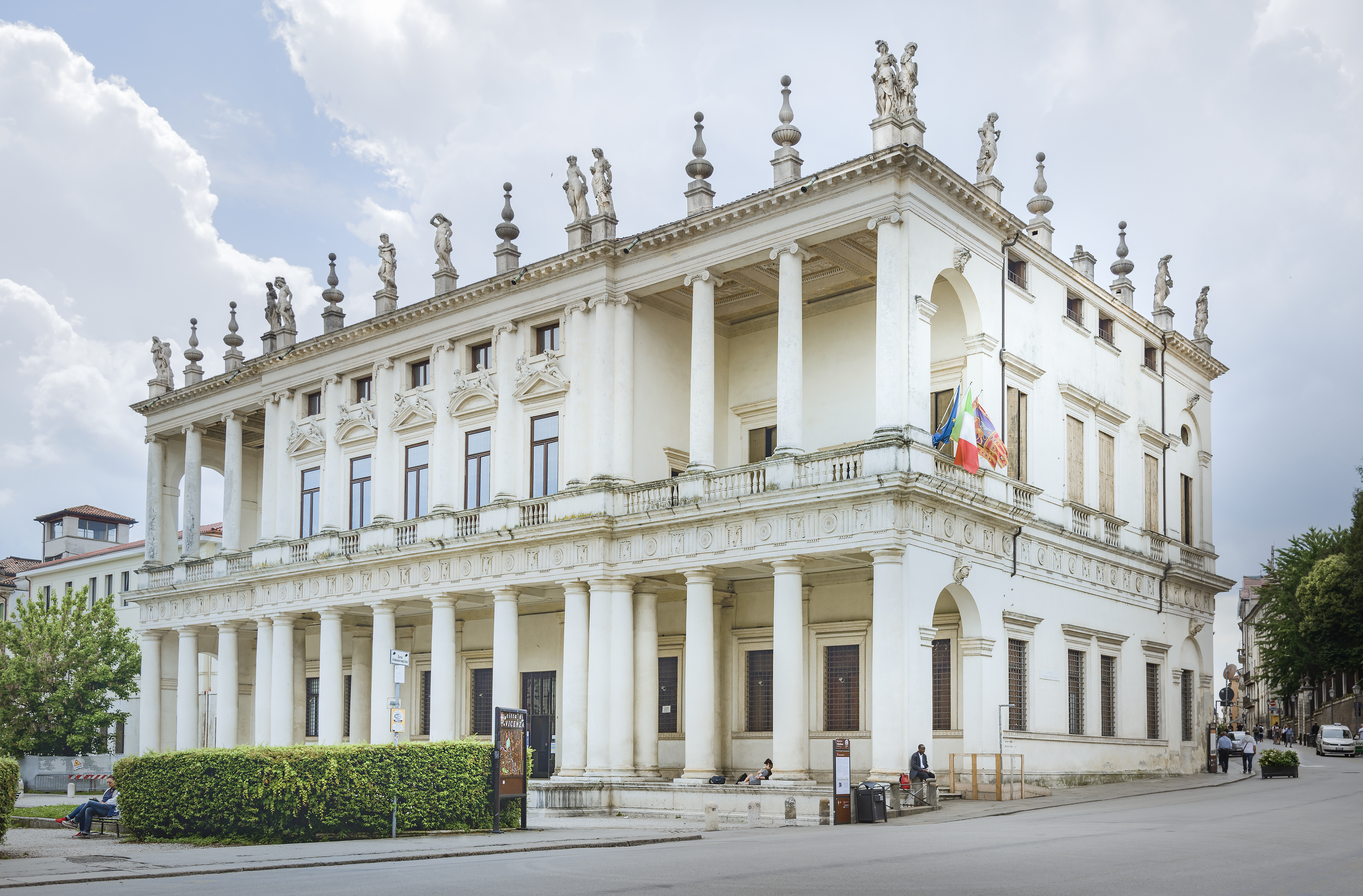
Palazzo Chiericati (1557) Andrea Palladio
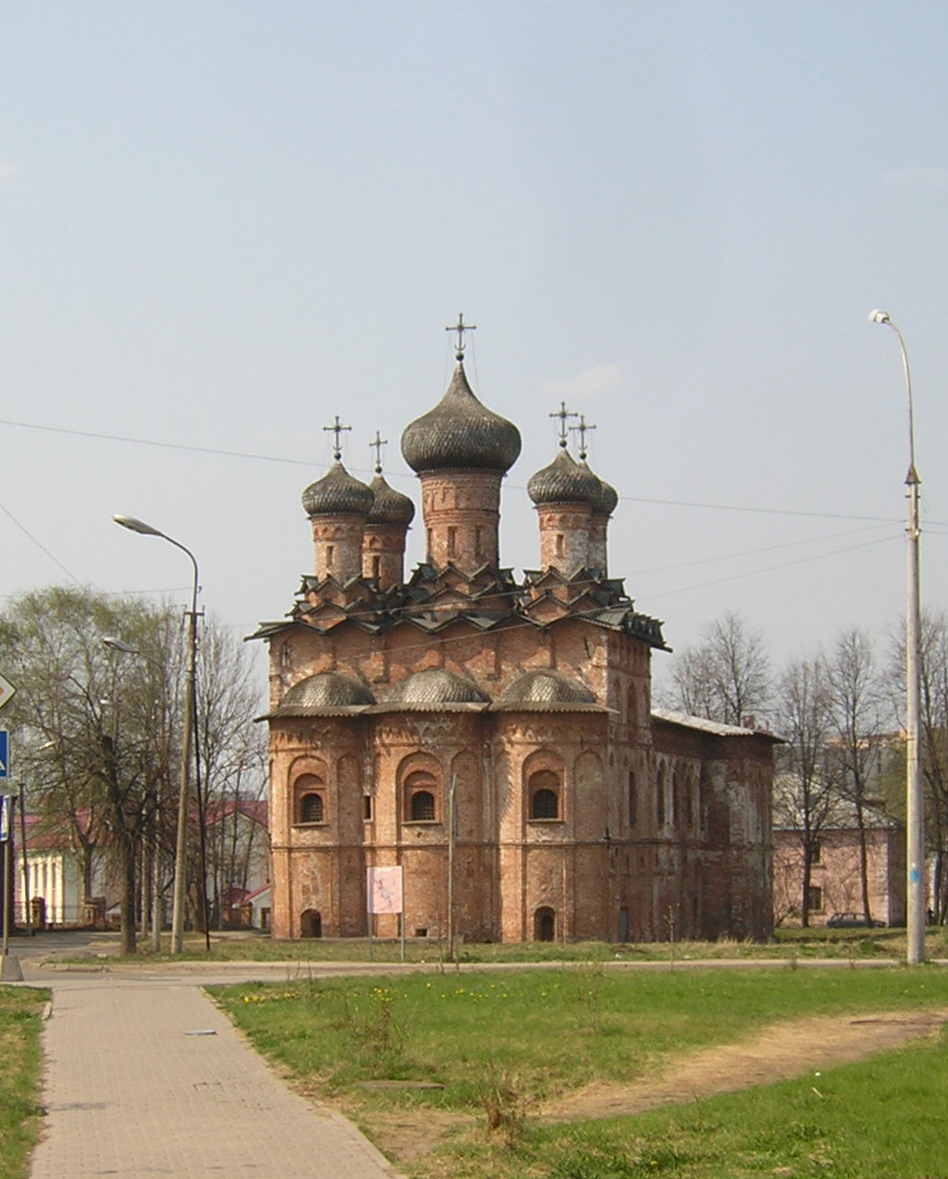
Troitskaya kerk Novgorod, Rusland (1557)

## Geboren
februari
- 24 - Matthias van Oostenrijk, enige jaren landvoogd van de Nederlanden

mei
- 31 - Fjodor I, tsaar van Rusland

datum onbekend
- Abbas I (de Grote) wordt geboren (zoon van Mohammed Chodabende)
- Otto van Veen, leermeester van Rubens

## Overleden
januari
- 2 - Jacopo da Pontormo (62), Florentijns kunstschilder

juni
- 11 - Johan III van Portugal (55), koning van Portugal

juli
- 28 - Anna van Kleef (41), vierde echtgenote van Hendrik VIII van Engeland